# 泰式炒河
泰式炒河（英語：Pad see ew，皇家轉寫：phat si-io，泰語發音：[pʰàt sīːʔíw]），又名酱油炒，简称炒河，起源可以追溯到中国。泰式炒河在世界各地的泰国餐馆也很受欢迎，与马来西亚的炒粿条相似，也类似于泰国版及老撾版的“辣那”。这道菜通常是在砂锅中烹制的，在烹饪过程结束时添加的黑酱油可以粘在面条上，从而产生的焦糖和炭化效果。虽然这道菜看起来有点烧焦，但烧焦的烟熏味正是这道菜的特色。
泰式炒河由淡酱油（类似于普通酱油）、黑酱油（具有更像糖浆的稠度）、泰国鱼露、大蒜、宽米粉、西兰花或芥蓝、鸡蛋、豆腐以及切成薄片的肉（通常是猪肉、鸡肉、牛肉、虾或其他海鲜）。装饰方面，通常用会使用磨碎的白胡椒粉。
泰式炒河有时也称为酱油粿条。使用细米粉作为制作泰式炒河的菜肴被称为酱油炒细米。泰国南部地区也使用鸡蛋面来烹煮泰式炒河，因此它也被称为酱油黄面。

### 备注
1. ↑  指的是“黄色的面条”。

### 引用
1. ↑  . realthairecipes.com.   [2021-11-01]. （原始内容存档于2021-11-04）.
2. 泰国皇家学会.  (PDF). กรุงเทพฯ: ยูเนียนอุลตร้าไวโอเร็ต. 2552: 83  [2021-11-01]. （原始内容存档 (PDF)于2021-11-01）.
3. ↑  . Foodicles. 2021-03-30  [2021-09-04]. （原始内容存档于2021-11-02） （美国英语）.
4. ↑  . shesimmers.com. 2010-06-03  [2021-11-01]. （原始内容存档于2021-11-04）.
5. ↑  . Temple of Thai Food.   [2020-09-24]. （原始内容存档于2021-11-02） （英语）.
6. ↑  Yenbamroong, Kris. . ISBN 978-0-451-49787-1. OCLC 972208634 （英语）.